# Bill Reichenbach Jr.
William Frank Reichenbach Jr. (nacido el 30 de noviembre de 1949) es un trombonista y compositor estadounidense de jazz. Es hijo de Bill Reichenbach, quien fue el baterista de Charlie Byrd de 1962 a 1973. Es más conocido como músico de sesión de televisión, películas, dibujos animados y comerciales. Grabó un álbum en solitario, Special Edition, donde aparece en el tenor y el trombón bajo.

## Carrera
Reichenbach comenzó a tocar en la escuela secundaria para bandas en el área de Washington D. C. También se sentó con el grupo de su padre, donde jugó con Milt Jackson, Zoot Sims y otros. Reichenbach estudió en la Escuela de Música Eastman y después de graduarse se unió a la banda Buddy Rich. También trabajaría en la Toshiko Akiyoshi – Lew Tabackin Big Band en Los Ángeles a mediados y finales de la década de 1970. Después de ese movimiento se hizo conocido por la música para televisión y cine.
Tocó el trombón en El mago y, con los Seawind Horns, incluido Jerry Hey, en los álbumes Off the Wall, Thriller e HIStory de Michael Jackson. También fue el compositor para Estrellas de los dibujos animados al rescate.
Bill Reichenbach es un artista de trompetas de Greenhoe Trombones, tocando un trombón bajo GC5-2R-TIS con afinación en tubos de encaje.